# Asphodelus bento-rainhae
Asphodelus bento-rainhae är en grästrädsväxtart som beskrevs av Antonio Rodrigo Pinto da Silva. Asphodelus bento-rainhae ingår i släktet afodiller, och familjen grästrädsväxter. IUCN kategoriserar arten globalt som sårbar.

## Underarter
Arten delas in i följande underarter:
- A. b. bento-rainhae
- A. b. salmanticus